# Люсон, Луи-Анри-Жозеф
Луи-Анри-Жозеф Люсон (фр. Louis-Henri-Joseph Luçon; 28 октября 1842, Молеврье, Франция — 28 мая 1930, Реймс, Франция) — французский кардинал. Епископ Белле с 25 ноября 1887 по 21 февраля 1906. Архиепископ Реймса с 21 февраля 1906 по 28 мая 1930. Кардинал-священник с 16 декабря 1907, с титулом церкви Санта-Мария-Нуова с 19 декабря 1907.